# 戈亚斯州米莫苏
戈亚斯州米莫苏（葡萄牙語：Mimoso de Goiás）是巴西戈亚斯州的一个市镇。总面积1386.91平方公里，总人口2100人，人口密度1.5人/平方公里。